# NewsリアルタイムSHIZUOKA
『NewsリアルタイムSHIZUOKA』（ニュースリアルタイムシズオカ）は、2006年4月3日から2010年3月26日まで、静岡第一テレビにて平日夕方のローカルニュース番組であるが、静岡○ごとワイド第3部を内包されていた。協力クレジットは「協力：読売新聞」である。

## 番組概要
- NNN Newsリアルタイム（日本テレビ発）の17:50から18:16まで全国ニュースの後に静岡県ローカルパートとして番組開始、過去は「NEWS PLUS1 SHIZUOKA」というタイトルに変更した。県内ニュースと東京発のリアルSPORTSと県内の天気予報を内包している。ただし土曜日は『NEWSリアルタイムSHIZUOKAサタデー』として放送する。

## キャスター
- 栗原晨（月曜 - 金曜）
- トーマス玲奈（月曜、火曜）
- 鈴木智子（水曜 - 金曜）

## 放送時間
- 2006年4月3日 - 2010年3月26日 月曜日 - 金曜日 18:16 - 19:00

## タイムテーブル
- 18:16 オープニング・挨拶・提供クレジット・県内ニュース・CM
- 18:37.30 リアルSPORTS・CM・天気予報・CM・明日の予定（金曜日のみ週末イベント情報）・提供クレジット・エンディング